# Jean Hagen
Jean Hagen, nata Jean Shirley Verhagen (Chicago, 3 agosto 1923 – Los Angeles, 29 agosto 1977), è stata un'attrice statunitense.

## Biografia
Nacque a Chicago ma all'età di 12 anni seguì la famiglia a Elkhart, Indiana. Frequentò l'università Nortwestern e iniziò a studiare recitazione, in quel periodo ebbe modo di conoscere Patricia Neal. 
Cominciò a lavorare per alcuni programmi radiofonici usando il suo vero nome. In seguito lavorò a teatro a Broadway.
Debuttò nel cinema nel 1949 con La costola di Adamo, nel ruolo di una femme fatale comica. L'anno successivo ebbe il suo primo ruolo importante in Giungla d'asfalto (1950) di John Huston. Uno dei suoi ruoli più ricordati è quello di Lina Lamont, smorfiosa e capricciosa diva del muto dalla voce insopportabile in Cantando sotto la pioggia (1952), ruolo per il quale venne candidata al premio Oscar come miglior attrice non protagonista. In realtà l'attrice aveva una dizione perfetta, mentre per la protagonista Debbie Reynolds fu necessario doppiare alcune parti.
Lavorò in seguito per parecchie serie tv, ottenendo tre candidature al Premio Emmy.
Nonostante una certa popolarità derivante dalle sue partecipazioni televisive non riuscì ad ottenere ruoli di primo piano al cinema e cominciò a bere. I problemi con l'alcool peggiorarono quando dopo il divorzio l'ex marito chiese la custodia dei figli. Nel 1964 smise di lavorare. Nel 1968 cadde in coma etilico, e venne ricoverata allUCLA Medical Center; dopo il risveglio smise di bere.
Venne poi colpita da un tumore all'esofago, per il quale subì tre operazioni. Decise di tornare a recitare, e lo fece fino al 1977. In continuo peggioramento, a giugno fece un viaggio in Germania per cercare di ottenere un trattamento sperimentale con l'amigdalina, senza riuscirci. Malata terminale non più autosufficiente, dovette farsi ricoverare nel Motion Picture & Television Fund, una casa di riposo e di assistenza per artisti di cinema e televisione nel quartiere periferico Woodland Hills, dove morì a fine agosto, all'età di 54 anni. Le è stata dedicata una targa nella Hollywood Walk of Fame.

## Vita privata
Ebbe due figli, Christine Patricia e Aric Phillip, entrambi nati dal suo unico matrimonio con Tom Seidel, un'unione infelice e turbolenta a causa delle violenze domestiche, che la indurranno a divorziare nel 1965.

## Filmografia

### Cinema
- La costola di Adamo (Adam's Rib), regia di George Cukor (1949)
- L'imboscata (Ambush), regia di Sam Wood (1950)
- L'indossatrice (A Life of Her Own), regia di George Cukor (1950)
- Giungla d'asfalto (The Asphalt Jungle), regia di John Huston (1950)
- La via della morte (Side Street), regia di Anthony Mann (1950)
- Solitudine (Night into Morning), regia di Fletcher Markle (1951)
- No Questions Asked, regia di Harold F. Kress (1951)
- Cantando sotto la pioggia (Singin' in the Rain), regia di Stanley Donen e Gene Kelly (1952)
- Carabina Williams (Carbine Williams), regia di Richard Thorpe (1952)
- Shadow in the Sky, regia di Fred M. Wilcox (1953)
- Arena, regia di Richard Fleischer (1953)
- Amanti latini (Latin Lovers), regia di Mervyn LeRoy (1953)
- Eroe a metà (Half a Hero), regia di Don Weis (1953)
- Il grande coltello (The Big Knife), regia di Robert Aldrich (1955)
- Spring Reunion, regia di Robert Pirosh (1957)
- Geremia, cane e spia (The Shaggy Dog), regia di Charles Barton (1959)
- Sunrise at Campobello, regia di Vincent J. Donehue (1960)
- Il giorno dopo la fine del mondo (Panic in Year Zero!), regia di Ray Milland (1962)
- Chi giace nella mia bara? (Dead Ringer), regia di Paul Henreid (1964)

### Televisione
- Shower of Stars – serie TV, 1 episodio (1954)
- Make Room for Daddy – serie TV, 90 episodi (1953-1956)
- Climax! – serie TV, episodio 2x27 (1956)
- The Ford Television Theatre – serie TV, 1 episodio (1956)
- Alfred Hitchcock presenta (Alfred Hitchcock Presents) – serie TV, episodio 3x07 (1957)
- I detectives (The Detectives) – serie TV, episodio 1x01 (1959)
- Westinghouse Desilu Playhouse – serie TV, 3 episodi (1959)
- June Allyson Show (The DuPont Show with June Allyson) – serie TV, episodio 1x26 (1960)
- Carovana (Stagecoach West) – serie TV, episodio 1x15 (1961)
- Hot Off the Wire – serie Tv, 1 episodio (1961)
- I racconti del West (Zane Grey Theater) – serie TV, 1 episodio (1961)
- General Electric Theater – serie TV, episodio 10x01 (1961)
- The Andy Griffith Show – serie TV, 1 episodio (1961)
- Ben Casey – serie TV, episodio 1x16 (1962)
- The Law and Mr. Jones – serie TV, 1 episodio (1962)
- Carovane verso il West (Wagon Train) – serie TV, 2 episodi (1960-1963)
- Il dottor Kildare (Dr. Kildare) – serie TV, 1 episodio (1963)
- Starsky & Hutch – serie TV, episodio 1x16 (1976)
- Le strade di San Francisco (The Streets of San Francisco) – serie TV, episodio 4x19 (1976)
- Good Heavens – serie TV, 1 episodio (1976)
- Alexander: The Other Side of Dawn, regia di John Erman – film TV (1977)

## Riconoscimenti
- Premio Oscar
  - 1953 – Candidatura alla miglior attrice non protagonista per Cantando sotto la pioggia

- Hollywood Walk of Fame
  - 1960 – Stella

## Doppiatrici italiane
- Renata Marini in Giungla d'asfalto, Solitudine, Carabina Williams, Amanti latini
- Zoe Incrocci in La costola di Adamo, L'indossatrice, Cantando sotto la pioggia
- Dhia Cristiani in Il grande coltello, Geremia, cane e spia, Il giorno dopo la fine del mondo
- Paola Veneroni in L'imboscata
- Rosetta Calavetta in Starsky & Hutch
- Rossella Izzo in La via della morte (ridoppiaggio)